# Daniel J. O’Donnell

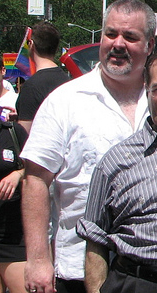
Daniel J. O’Donnell, 2006

Daniel J. O’Donnell (* 17. November 1960 in Queens, New York City) ist ein US-amerikanischer Politiker.

## Leben
O’Donnell ist eines von fünf Kindern, seine Schwester ist die Fernsehmoderatorin Rosie O’Donnell. O’Donnell studierte an der George Washington University Rechtswissenschaften und erreichte einen Juris Doctor an der CUNY School of Law am Queens College.
O’Donnell ist Mitglied der Demokratischen Partei. Seit 2003 bis 2024 war  er im 69. Wahldistrikt als Nachfolger von Edward C. Sullivan Abgeordneter der New York State Assembly. Seit 2008 unterstützt er im Parlament eine Gesetzesinitiative zur gleichgeschlechtlichen Ehe im Bundesstaat New York.
O’Donnell wohnt mit seinem Lebensgefährten John Banta seit den 1990er Jahren in Morningside Heights, Manhattan.